# Fumi Nikaidō
Fumi Nikaidō (二階堂 ふみ, Nikaidō Fumi), née à Naha (Okinawa) le 21 septembre 1994, est une actrice japonaise.

## Biographie
Après une carrière de mannequin, Fumi Nikaidō joue des rôles principaux dans plusieurs longs métrages. Elle reçoit le Prix Mastroianni à la Mostra de Venise 2011 pour son rôle dans Himizu de Sion Sono. Son interprétation dans My Man lui vaut plusieurs prix internationaux.

## Filmographie

### Cinéma
- 2008 : Sorasoi (そらそい?) de Katsuhito Ishii, Shun'ichirō Miki (ja) et Yūka Ōsumi
- 2009 : Toad's Oil (ガマの油, Gama no abura?) de Kōji Yakusho
- 2010 : 8 mm (８ミリメートル, Hachi mirimeitoru?) de Yuki Iwata (ja)
- 2011 : Gekijō-ban shinsei kamattechan: Rokkunrōru wa nariyamanai (劇場版 神聖かまってちゃん ロックンロールは鳴り止まないっ?) de Yū Irie
- 2011 : Yubiwa o hametai (指輪をはめたい?) de Yuki Iwata (ja)
- 2011 : Himizu (ヒミズ?) de Sion Sono : Keiko
- 2011 : The Warped Forest (あさっての森, Asatte no mori?) de Shun'ichirō Miki (ja)
- 2012 : Ōsama to boku (王様とボク?) de Tetsu Maeda (ja)
- 2012 : Lesson of the Evil (悪の教典, Aku no kyōten?) de Takashi Miike
- 2013 : Nō otoko (脳男?) de Tomoyuki Takimoto (ja)
- 2013 : Why Don't You Play in Hell? (地獄でなぜ悪い, Jigoku de naze warui?) de Sion Sono
- 2013 : Shijūkunichi no reshipi (四十九日のレシピ?) de Yuki Tanada (en)
- 2014 : My Man (私の男, Watashi no otoko?) de Kazuyoshi Kumakiri
- 2014 : The World of Kanako (渇き。, Kawaki?) de Tetsuya Nakashima
- 2014 : Au revoir l'été (ほとりの朔子, Hotori no sakuko?) de Kōji Fukada
- 2014 : Hibi Rock (日々ロック, Hibi rokku?) de Yū Irie
- 2015 : Jinuyo saraba: Kamuroba mura e (ジヌよさらば〜かむろば村へ〜?) de Suzuki Matsuo (en)
- 2015 : La La La at Rock Bottom (味園ユニバース, Misono universe?) de Nobuhiro Yamashita (en)
- 2015 : Kono kuni no sora (この国の空?) de Haruhiko Arai (en)
- 2016 : Bitter Honey (蜜のあわれ, Mitsu no aware?) de Gakuryū Ishii
- 2016 : Wolf Girl and Black Prince (オオカミ少女と黒王子, Ōkami shōjo to kuro ōji?) de Ryūichi Hiroki : Erika Shinohara
- 2016 : Fukigen na Kako (ふきげんな過去?) de Shirō Maeda (ja) : Kako
- 2016 : Scoop! de Hitoshi Ōne (ja)
- 2018 : Inuyashiki (いぬやしき?) de Shinsuke Satō
- 2019 : Tonde Saitama (翔んで埼玉?) de Hideki Takeuchi (ja) : Momomi Hakuhodo
- 2019 : Ningen shikkaku: Dazai Osamu to san-nin no onnatachi (人間失格 太宰治と3人の女たち?) de Mika Ninagawa
- 2019 : Tezuka's Barbara (ばるぼら, Barubora?) de Makoto Tezuka : Barbara
- 2020 : Ito (糸?) de Takahisa Zeze
- 2025 : Lumière pâle sur les collines (遠い山なみの光, Toi Yamanami no Hikari?) de Kei Ishikawa

### Dramas
- 2010 : Atami no sōsakan (Asahi Television)
- 2012 : Future Diary (Fuji Television)
- 2013 : Woman (Nippon Television)
- 2013 : Gunshi kanbei (NHK) : Lady Chacha
- 2014 : Henshin (WOWOW)
- 2014 : A Far Promise ~ The Children Who Became Stars (TBs)
- 2015 : Mondai no aru Restaurant (Fuji Television)

## Distinctions

### Récompenses
- 2011 : prix Mastroianni à la Mostra de Venise pour Himizu[4]
- 2013 : prix de la révélation de l'année pour Himizu et Lesson of the Evil aux Japan Academy Prize[5]
- 2013 : prix de la meilleure actrice dans un second rôle pour Why Don't You Play in Hell?, Nō otoko et Shijūkunichi no reshipi au festival du film de Yokohama
- 2014 : prix Blue Ribbon de la meilleure actrice dans un second rôle pour Why Don't You Play in Hell?, Nō otoko et Shijūkunichi no reshipi[6]
- 2014 : prix de la meilleure actrice pour My Man et Au revoir l'été aux 24e Japanese Professional Movie Awards[7]

### Sélections
- 2015 : prix de la meilleure actrice pour My Man aux Japan Academy Prize[8]
- 2020 : prix de la meilleure actrice pour Tonde Saitama et prix de la meilleure actrice dans un second rôle pour Ningen shikkaku: Dazai Osamu to san-nin no onnatachi aux Japan Academy Prize[8]